# 高士奇

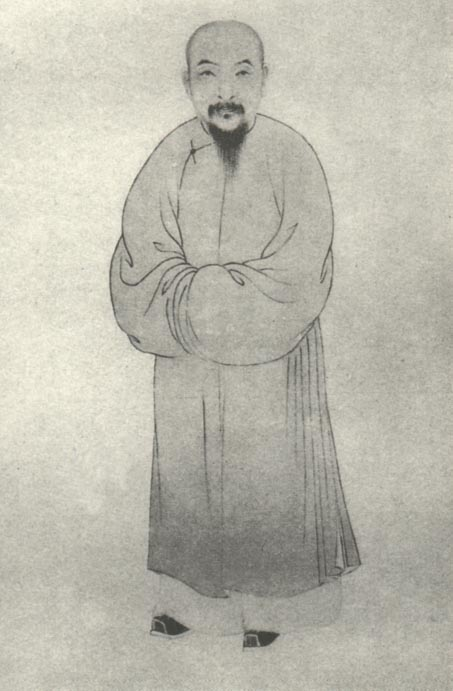
《清代学者象传》第一集之高士奇像

高士奇（1645年—1703年），字澹人，號江村、竹窗、瓶庐，晚号藏用老人，浙江錢塘縣（今属杭州）人。清初文人，康熙帝亲信。諡文恪。

## 生平
顺治二年（1645）九月初八日，高士奇生于固安县。六年（1649）与入都就学。顺治十四年（1657），高士奇与父亲高一淳迁居杭州，居住在西溪。十八年（1661），补杭州府学生员。康熙元年（1662）中秀才。二年（1663）完婚，妻傅畹。六年，入太学。十年，记名翰林院。在翰林院考试钟繇、王羲之书法时，特为清圣祖赏识，拔至第一。此后专为皇帝缮写经筵讲章。康熙十一年（1672），以诸生供奉内廷，为清圣祖赏识。康熙十四年（1675）十二月，初设詹事府，官詹事府录事。康熙十六年（1677），以内阁撰文中书舍人供奉南书房，十七年，许骑马入禁中。七月，与陈廷敬、叶方蔼入值南书房。十八年，皇帝特别赐予高士奇同举博学鸿词科。十九年五月，受拔擢为翰林院侍讲。十一月，赐紫貂大蟒朝服品珠。二十一年（1682），高士奇扈从皇帝前往盛京祭祖。二月十五日出京，至五月三日皇帝回宫，期间高士奇写有《扈从东巡日录》两卷。明年，扈从皇帝于清凉山，写《扈从西巡日录》。六月复扈从出古北口，写《塞北小钞》。十二月十八日，充日讲官起居注。二十三年，先后短暂任右春坊庶子、左春坊庶子，旋即复任翰林侍讲学士。二十六年（1687）九月，升詹事府少詹事。太皇太后丧，高士奇与徐學商议罢免明珠、余国柱，士奇草拟奏疏，交给郭琇上呈给皇帝，明、余二人遂罢相。二十七年，买宅于平湖，以备归老之用。此宅原为冯氏旧圃，称之北墅。
康熙二十八年（1689年），扈从康熙帝二次南巡。徐乾学开始谋划构陷高士奇，唆使熊赐履于江宁弹劾他。熊赐履称高士奇“招权纳贿，语而不显言。”但高士奇亲自拿出平日与熊的往来书信，信中熊赐履称士奇为“程朱一流人”，士奇对皇帝说：“他与臣书说臣人品是程朱一流人，岂有程朱会招权纳贿的？”康熙帝对此矛盾感到可笑，遂置而不问。左都御史郭琇疏劾士奇“欺君灭法，背公行私，其罪之可诛者四也。”副都御史許三禮又疏劾徐乾學與高士奇“植黨營私，表里為姦，招搖納賄”，解职归里。十月九日，陛辞，皇帝赏赐甚厚。
康熙三十二年（1693年 ），高士奇第一次在籍赋闲。康熙于四月十六日赐高士奇手敕一道：“朕少年最不喜参，尔所素知。只为前大病，后赖此药复元气。所以，使人到长白山觅得八九寸长五六两重者十余根，上好者数斤，念尔江湖远隔，苦楚频躬，想是未必当年气相也。故赐南方所无蜜饯人参一瓶，上好人参一斤，土木参二斤。尔当宽心自养，不必多虑。”七月，赐高士奇御扇一把，上有御制诗一首：“故人已久别三年，寄语封书白日边；多病相邻应有意，吟诗每念白云篇。”
康熙三十三年，复召入宫修书，仍直南书房，官礼部侍郎。能诗，善书法，精鉴赏，通医道，为人诙谐幽默，所藏书画甚富。士奇一直是康熙的寵臣，康熙自言“得士奇，始知学问门径。初见士奇得古人诗文，一览即知其时代，心以为异，未几，朕亦能之。士奇无战阵功，而朕待之厚，以其裨朕学问者大也。”著有《春秋地名考》、《左传纪事本末》、《江村销夏录》等。
康熙四十年（1701年），康熙赐高士奇联一对，上御书：“忠为表，孝为里；言有物，行有恒。”康熙四十一年（1702年），康熙擢升高士奇为礼部侍郎，高士奇以母老为由未上京赴任。

## 家族
祖居余姚（今浙江省余姚）。家族稱上林高氏，居紹興府餘姚縣上林鄉。高士奇有二子存世，長子高輿，次子高軒，尚有四名女子。其子孫皆遷往平湖居住。

## 延伸阅读
[在维基数据编辑]
 《清史稿·卷271》，出自趙爾巽《清史稿》
 在维基共享资源阅览影像